# Los choches
Los choches fue una serie peruana transmitida en 1995 por Frecuencia Latina, dirigida por Michelle Alexander y producida por Iguana Producciones y tenía como protagonistas a los mismos niños de la miniserie de UNICEF Escuela de la Calle : Pirañitas.

## Sinopsis
«Los choches» es una pandilla de niños de la calle que viven bajo sus propias leyes en una casa abandonada. Junto a ellos comparte sus aventuras Chapana (Ramón García), un vendedor de revistas usadas y caramelos.

## Producción
El tema principal de la serie, «Calapatitas», fue interpretada por el grupo peruano de rock Los Mojarras.

## Elenco
Los protagonistas fueron:
- Ramón García como Chapana.
- Joel Ezeta como Beto.
- Jorge Gutiérrez como Coco.
- María del Pilar Sáenz como Tata.
- Manuel Romero como Édgar «Loco Triste».
- Jorge Bernaola como Cuño.
- Paulo Moreno como Piedra.
- Robert Matamoros como Camote.